# Rottier
Rottier település Franciaországban, Drôme megyében. Lakosainak száma 25 fő (2022. január 1.). Rottier La Charce, Cornillac, Cornillon-sur-l’Oule, Establet és La Motte-Chalancon községekkel határos.

## Népesség
A település népessége az elmúlt években az alábbi módon változott:
| Lakosok száma | 50   | 39   | 34   | 31   | 25   | 22   | 21   | 23   | 24   | 25   |
|               | 1968 | 1982 | 1990 | 2006 | 2013 | 2015 | 2017 | 2019 | 2020 | 2022 |